# Ravia, Oklahoma
Ravia, Oklahoma (енгл. Ravia) град је у америчкој савезној држави Оклахома.

## Демографија
По попису из 2010. године број становника је 528, што је 69 (15,0%) становника више него 2000. године.
| Група             | 2000.       | 2010.       |
| Белци             | 330 (71,9%) | 390 (73,9%) |
| Афроамериканци    | 0 (0,0%)    | 1 (0,2%)    |
| Азијати           | 0 (0,0%)    | 0 (0,0%)    |
| Хиспаноамериканци | 4 (0,9%)    | 21 (4,0%)   |
| Укупно            | 459         | 528         |